# Þiðrekssaga

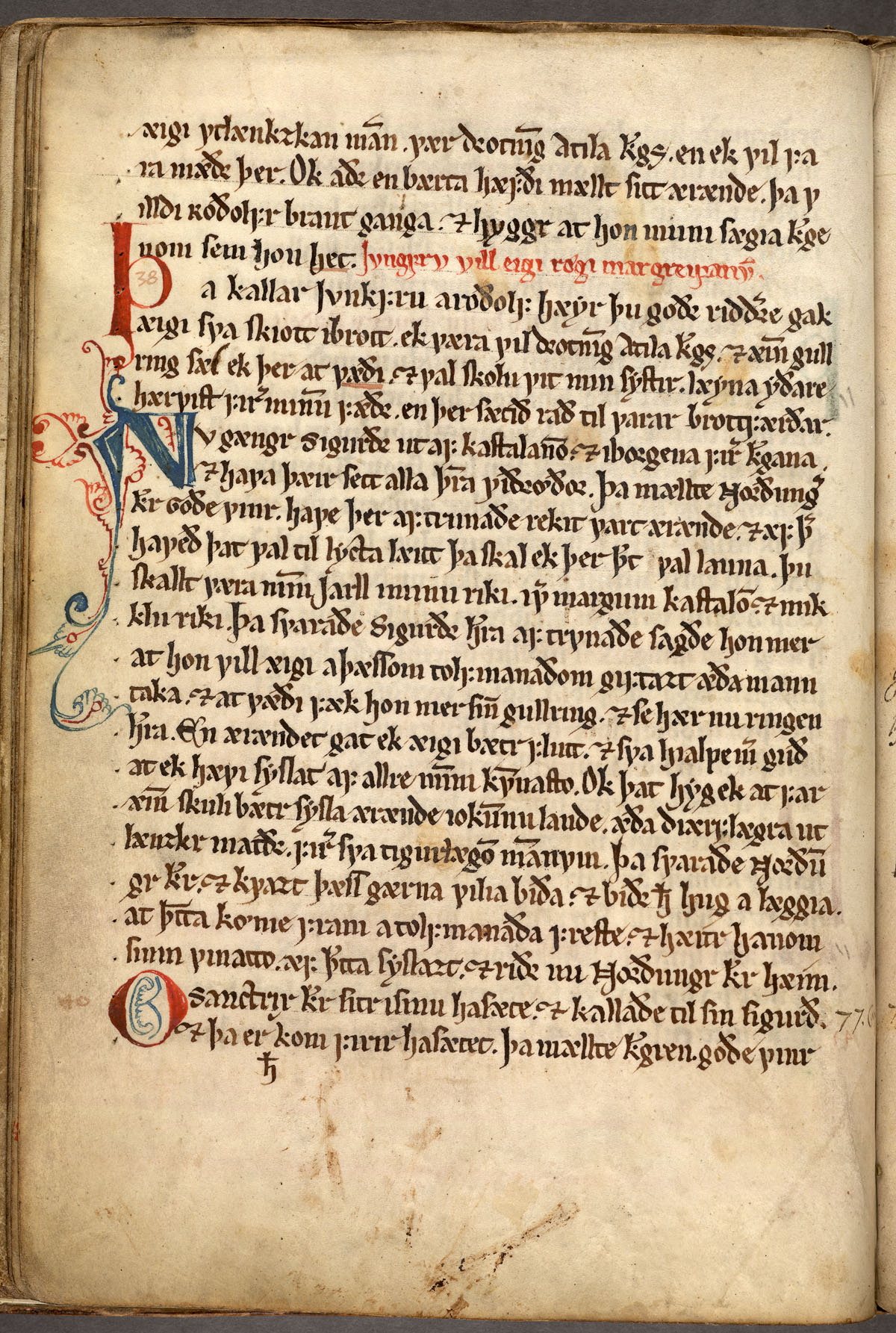
Photo du manuscrit original de Þiðrekssaga sur Théodoric Le Grand

La Þiðrekssaga, ou Thidreksaga, est une saga de chevaliers rédigée en Norvège au XIIIe siècle. Elle relate les aventures de Dietrich von Bern (Théodoric de Vérone), un personnage légendaire inspiré de Théodoric le Grand, roi des Ostrogoths de 474 à 526.
Dietrich apparaît également dans le Nibelungenlied, il y combat Siegfried trois jours durant. Cette histoire est reprise et complétée dans la saga. Dietrich rassemble une dizaine de chevaliers qualifiés de « Tischgenossen » et accomplit de nombreux exploits grâce à son cheval Falke, et ses épées Nagelring, puis Eckesachs. Dietrich est exilé par son oncle, suivi par le fidèle Hildebrand, son maître d’arme et ils se réfugient chez Attila. Après un long exil et de nombreuses aventures, Dietrich revient chez lui et retrouve son royaume.
C’est dans la Thidreksaga que Vélent (qui n'est autre que le dieu Völund) qui a forgé l'épée Mimung pour le roi, se ravise par la suite, et la conserve pour lui-même. Il en fabrique une autre en tout point identique pour le roi. Ce passage relie le nom de l'épée et celui du nain à la notion d'« imitation » et de « reproduction fidèle » qui est à la base de leur nom.
C’est l’une des sources employées par Richard Wagner pour son cycle Der Ring des Nibelungen.

## Traductions
- Claude Lecouteux (Textes présentés et traduits par), La légende de Siegfried d'après La saga de Thidrekr de Vérone dans La légende de Siegfried d'après La Chanson de Seyfried à la peau de Corne et la Saga de Thidrekr de Vérone, Éditions du Porte-Glaive, 1995, « Saga de Théodoric de Vérone », p. 81-113
- Claude Lecouteux (Introduction, traduction du norrois et notes) Saga de Théodoric de Vérone, Honoré Champion 2001
- (en) The Saga of Thidrek of Bern. Translated by Edward R. Haymes. New York: Garland, 1988.  (ISBN 0-8240-8489-6)
- (es) Saga de Teodorico de Verona. Anónimo del siglo XIII. Introducción, notas y traducción del nórdico antiguo de Mariano González Campo. Prólogo de Luis Alberto de Cuenca. Madrid: La Esfera de los Libros, 2010.  (ISBN 978-84-932103-6-6)